# بيلوكوراكيني (لوهانسكا)
بيلوكوراكيني (Білокуракине) هي مدينة في مقاطعة لوهانسكا في أوكرانيا.
يبلغ عدد سكانها حوالي 7416 نسمة.